# Jevons-szám
A Jevons-szám egy konkrét (állandó) pozitív egész szám megnevezése, mégpedig a következőé:
Ezt a tízjegyű számot William Stanley Jevons említette először 1873-ban megjelent, The Principles of Science: A Treatise on Logic and Scientific Method (magyarul: A tudomány alapelvei: Értekezés a logikai és tudományos módszerről) c. könyvében, mint egy példát arra a jelenségre, hogy bizonyos (aritmetikai) műveletek egyszerűen végrehajthatóak, ám megfordításuk nagyon nehéz, időigényes. Például a fenti számról akkor már tudták, hogy legalább két prím szorzata (azaz hogy nem prím); de a prímfelbontást reménytelennek látták a matematikusok.
1966-ban, tehát körülbelül száz év múlva S. W. Golomb amerikai matematikus egyszerűbb (56 kézzel, gép nélkül végrehajtható „számolási lépésben”) algoritmust adott a szám prímfelbontására, eszerint
Természetesen ma már, a nagy teljesítményű szuperszámítógépek korában nem nehéz ezt a faktorizációt pillanatok alatt elvégezni. Azonban lehet mondani nagyobb számokat, melyekkel a számítógépek sem boldogulnak, azaz a Jevons által említett probléma még mindig aktuális. Ezen alapul például az RSA-eljárás néven ismert rejtjelezési módszer, amely nem feltörhetetlen, csak nagyon sok ideig tart, még a mai számítási kapacitásokat felhasználva is.